# Tarcho Terror
Tarcho Terror – piąty album studyjny polskiego rapera Otsochodzi wydany 5 sierpnia 2022 roku nakładem wytwórni muzycznej 2020.
Na płycie udzielili się znani polscy raperzy tacy jak: Young Igi, Oki oraz Gruby Mielzky.
W styczniu 2023 nagrania uzyskały certyfikat złotej płyty, a w październiku 2023 – platynowej płyty.

## Lista utworów
| Nr | Tytuł                                               | Długość |
| -- | --------------------------------------------------- | ------- |
| 1  | Intro 2021                                          | 1:19    |
| 2  | KFC                                                 | 2:32    |
| 3  | Poj*bane Stany (gościnnie: Young Igi)               | 2:37    |
| 4  | Taka Praca (gościnnie: Berson, @Atutowy, Phunk'ill) | 2:39    |
| 5  | Pomarańczowo                                        | 2:27    |
| 6  | Pies Franek Na Auto-Tune (Skit)                     | 0:31    |
| 7  | WWA Melanż (gościnnie: Oskar83)                     | 2:13    |
| 8  | Paczkomat (gościnnie: Szopeen, Pako)                | 2:32    |
| 9  | Robię Taki Rap Od Kilku Lat Na Tarchominie          | 3:05    |
| 10 | Luty                                                | 2:37    |
| 11 | Ceha Joint (Skit)                                   | 0:52    |
| 12 | Waka Flocka (gościnnie: Oki, Young Igi)             | 3:17    |
| 13 | Z Czym Do Ludzi? (gościnnie: Nolyrics Beats)        | 3:11    |
| 14 | SMS (gościnnie: Gruby Mielzky)                      | 2:43    |
| 15 | W Dół                                               | 3:09    |

## Notowania

### Pozycje na listach tygodniowych
| Kraj   | Lista                    | Pozycja |
| ------ | ------------------------ | ------- |
| Polska | OLiS – albumy            | 30      |
| Polska | OLiS – albumy w streamie | 15      |
| Polska | OLiS – albumy fizyczne   | 1       |